# Reteporella longichila
Reteporella longichila är en mossdjursart som beskrevs av Hayward 1993. Reteporella longichila ingår i släktet Reteporella och familjen Phidoloporidae. Inga underarter finns listade i Catalogue of Life.